# معالجة حيوية

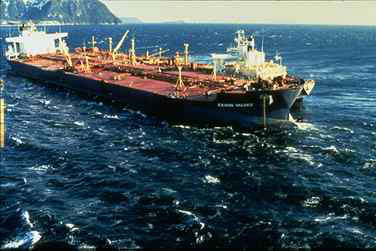

المعالجة الحيوية أو العلاج الحيوي هي الاستفادة من عملية التمثيل (الآيض) الجرثومي (البكتيري) في التخلص من المواد الملوثة؛ حيث يمكن تصنيف التقانات المستخدمة إلى أيٍ من تقانة  في الموقع  أو  خارج الموقع ‏ . حيث تتضمن تقانة (في الواقع) المستخدمة تحت مسمى المعالجة الحيوية معالجة المواد الملوثة في الموقع الذي توجد به، في حين تتصف تقانة (خارج الواقع) المستخدمة كذلك تحت مسمى المعالجة الحيوية بمعالجة الملوثات في أماكنٍ أخرى دون المكان الذي وُجِدَت به. ومن أمثلة تقنيات المعالجة الحيوية كلٌ من التنفيس الحيوي (بالإنجليزية: bioventing)، زراعة الأراضي (بالإنجليزية: landfarming)، المفاعلات الحيوية، التسميد الحيوي، الازدياد الحيوي، الترشيح الجذري (بالإنجليزية: rhizofiltration)، وكذلك التحفيز الحيوي (بالإنجليزية: biostimulation).
وقد تحدث عملية المعالجة الحيوية من تلقاء نفسها (التخفيف أو الهزال الطبيعي، أو المعالجة الحيوية الداخلية الأساسية) أو يتم دعمها وتحفيزها بمساعدة إضافة المخصبات لزيادة الإتاحة الحيوية داخل الوسيط (التحفيز الحيوي). هذا وقد أثبتت بعض صور التقدم الحديثة نجاحاً كبيراً من خلال إضافة سلالات ميكروبية متوافقة للوسيط (المحفز) بهدف زيادة ودعم قدرة الميكروبات القائمة على تكسير الملوثات. كما أن الجراثيم المستخدمة لأداء وظيفة المعالجة الحيوية تُعْرَفُ باسم المعالجات الحيوية. (الازدياد الحيوي).
إلا أنه على الرغم من ذلك، فلا تقبل جميع الملوثات عملية المعالجة الحيوية باستخدام الجراثيم أو الميكروبات الدقيقة. وعلى سبيل المثال لذلك، المعادن الثقيلة والتي منها الكادميوم الرصاص، حيث لا يتم امتصاصهما أو حتى الإمساك بهما من قِبَلِ الكائنات الدقيقة تلك. هذا بالإضافة إلى أشباه المعادن مثل الزئبق المتواجد في سلسلة الغذاء والذي قد يزيد من تفاقم الأمور سوءً. كما أثبتت المعالجة النباتية (بالإنجليزية: Phytoremediation) صلاحيتها في مثل تلك الظروف بسبب أن النباتات الطبيعية أو الأغذية المعدلة وراثياً قادرة على تراكم (بالإنجليزية: bioaccumulate) مثل تلك السموم حيوياً داخل أجزائها البارزة عن سطح الأرض، والتي يتم حصادها بعد ذلك في سبيل التخلص منها. وهنا نلاحظ أن مثل تلك الكتل الحيوية التي تم حصادها والمحتوية على تلك المعادن الثقيلة يمكن تركيزها إلى أقصى حدٍ بعد ذلك من خلال عملية الحرق والترميد أو حتى من خلال إعادة تدويرها مرةً أخرى ليتم استخدامها في مختلف الأغراض الصناعية.
كما يتطلب تخلص البيئة وتنظيفها من معظم الملوثات والنفايات زيادة تفهمنا للأهمية النسبية للسبل المتنوعة والشبكات التنظيمية لتدفق الكربون (بالإنجليزية: carbon flux) في بيئاتٍ بعينها ولمركباتٍ معينةٍ كذلك، بالإضافة إلى أنها ستسرع من تطوير تقنيات وأساليب المعالجة الحيوية وعمليات التحول الحيوي (بالإنجليزية: biotransformation).

## مداخل الهندسة الوراثية
تدور العديد من التوقعات العظيمة حول استخدام الهندسة الوراثية في إنتاج سلالاتٍ من الكائنات الحية المصممة خصيصاً للقيام بعمليات المعالجة الحيوية. حيث تم تعديل بكتريا  Deinococcusradiodurans  (والتي تتسم بأنها أكثر كائنٍ عضويٍ مقاومٍ للإشعاع (بالإنجليزية: Radioresistance) معروفٍ فيما بيننا) لتتوافق مع وتهضم التولوين الزئبق المؤين والمتواجد في النفايات النووية عالية النشاط الإشعاعي.
إلا أن مثل تلك العملية يُساء فهمها على نطاقٍ شائعٍ. فالميكروبات متواجدةٌ بصورةٍ دائمةٍ في أي إطارٍ تتاح فيه، ويتم الإشارة إليها عموماً على أنها «سلالاتٍ بكتيريةٍ طبيعيةٍ». هذا وفي أثناء عمليات المعالجة الحيوية الأخرى (عملية التحلل الحيوي)، يتم إضافة المكملات من المخصبات/ المغذيات للبيئة، في جهودٍ هادفةٍ إلى مضاعفة إمكانية الإنتاج والنمو. إلا أن من المعتقدات الخاطئة أن الميكروبات تنتقل أو تتفرق وتتناثر في بيئةٍ خالصةٍ أصليةٍ.

## المعالجة الفطرية
و هي أحد أنواع المعلجة الحيوية وتسمى "Mycoremedation" باللغة الإنجليزية، وهي عملية استخدام الفطريات للتخلص من وتحليل الملوثات في البيئة. عندما تنشط الميكروبات والإنزيمات، تقوم الخيوط الفطرية (بالإنجليزية: mycelium) بالتخلص من السموم الموجودة في البيئة. وتعد بعض أنواع الفطريات من المخزنات أو الجامعات الكبيرة؛ حيث أنها قادرة على امتصاص وتركيز المعادن الثقيلة داخل الجسم الخضري للفطر.
تعد عملية التحليل من أهم الوظائف التي تقوم بها الفطريات في البيئة، والمسؤول عن هذه العملية هي الخيوط الفطرية. تقوم الخيوط الفطرية بإفراز إنزيمات وحموض خارج الخلايا المكونة لها، فتعمل على تحطيم اللجنين والسليولوز؛ حجرا البناء في الأنسجة النباتية. وهي مركبات عضوية تتكون من سلاسل طويلة من عنصري الكربون والهيدروجين، تتشابه في تركيبها للملوثات العضوية. العنصر الأساسي والأهم في عملية المعالجة الفطرية هو اختيار فصيلة الفطر المناسبة للتخلص من الملوث المتواجد في البيئة. فقد وجد ان سلالات معينة من الفطريات قادرة على تحليل غاز الاعصاب VX وغاز السارين.

### العوامل المؤثرة في سرعة تحليل الفطريات للمواد
هناك عوامل كثيرة تؤثر على قدرة وسرعة تحليل الفطر للسموم، أولها هي الخواص الفيزيائية أو الشكلية للهيدروكربونات. بشكل عام، الملوثات ذات التركيبة الجزيئية البسيطة يكون تكسيرها وتحليلها أسهل من الملوثات ذات التركيبة المعقدة.العامل الثاني الذي يؤثر على سرعة تكسير الملوثات هو درجة الحرارة. فدرجة الحرارة المنخفضة تؤدي إلى بطئ عملية تحليل الملوثات بينما درجة الحرارة المرتفعة إلى حد ما تسرع من العملية. تفضل الفطريات البيئة الحامضية على البيئة المتعادلة. ويعد الاكسجين عنصرا مهما في عمليات الايض الفطرية. حيث انا الخطوة الأولى في تحليل الهيدروكربونات هو إضافة الأكسجين لها، وبذلك فإن نقص الأكسجين في البيئة يؤدي إلى بطئ عملية التحليل.
و في تجربة تمت بالتعاون مع Dr. S. A. Thomas , أحد أكبر المساهمين في مجال المعالجة الحيوية، تم أخذ عينة من التراب ملوثة بوقود الديزل وتم وضعها مع خيوط فطر المحار، وقد تم استعمال طرق المعالجة الحيوية التقليدية والتي تتمثل في اسخدام البكتيريا مع قطعة أخرى. وبعد مرور أربع أسابيع، تمكن الفطر المحاري من تحويل 95% من الهيدروكربونات الأروماتية متعددة الحلقات (PAH) لتصبح مواد غير سامة في العينات التي وضعت مع خيوط الفطر. من الواضح أن المجتمعات الدقيقة في البيئة تعمل يدا بيد مع الفطريات لتحليل وتكسير الملوثات، وتحويلها إلى غاز ثاني اكسيد الكربون وماء. تعد الفطريات التي تحلل الخشب من الأنواع الأكثر فاعلية في تحليل الملوثات العطرية (المكونات السامة للنفط), بالإضافة إلى بعض المواد والمركبات المضاف اليها عنصر الكلور (مثل بعض أنواع المبيدات الحشريةالتي يصعب التخلص منها).
و قد تم استكشاف مبدأ المعالجة الفطرية في الفيلم الصادر عام 1984 بعنوان ناوسيكا أميرة وادي الرياح، حيث قامات الغابات الفطرية بعملية إعادة تاهيل لكوكب الأرض بعد حصول تلوثات كارثية بسبب البشر.

## مزايا المعالجة الحيوية
وهنا نلاحظ ما للمعالجة الحيوية من عددٍ من المزايا المرتبطة بمجالي التكلفة والكفاءة، حيث يمكن توظيفها أو تطبيقها في تلك المناطق التي لا يمكن الوصول إليها بدون عمليات حفرٍ. فعلى سبيل المثال تسربات أو سكب الهيدروكربونات (وبخاصةٍ تسربات النفط) أو بعض المحاليل المكلورة قد تلوث المياه الجوفية، إلا أنه مع تقديم تنقيح مستقبل واهب الإلكترون المناسين، كما هو ملائمٌ للموقف، قد يقلل من تركيزات الملوثات بعد مرور وقتٍ طويلٍ للتأقلم. حيث تتسم تلك العملية بأنها غير مكلفةٍ مقارنةً بعملية الحفر والتنقيب والتي قد يتبعها ضرورة التخلص من تلك الملوثات في مكانٍ آخرٍ، أو تطبيق طريقة الترميد (الحرق) أو أي طريقةٍ أخرى من طرق المعالجة في الموقع، بالإضافة إلى طريقة المعالجة الحيوية تسمح بتقليص أو التخلص نهائياً من ضرورة الحاجة إلى «الضخ والمعالجة»، والتي تمثل سياسةً شائعةً تُسْتَخْدَمُ في المواقع التي تقوم الهيروكربونات بتلويث المياه الجوفية النظيفة فيها.

## أضرار المعالجة الحيوية
1- إذا لم يتم التحكم في عملية المعالجة الحيوية، فمن الممكن عدم حدوث تكسير للملوثات العضوية بشكل تام، مما يؤدي إلى الحصول على منتجات أكثر سميّة والتي يمكن أن يكون لها قدرة أكبر على الحركة من الملوثات الأولية.
2- تعد عملية حساسة للسمية وللظروف البيئية في الأرض، أي يجب أن تكون الظروف ملائمة لتساعد في النشاط والنمو الميكروبي، على سبيل المثال يجب الاخذ بعين الاعتبار أمور عدة ومنها درجة الحرارة، ودرجة الحموضة وغيرها...
3- ضرورة ضبط عملية المعالجة الحيوية حتى يتم تتبع معدل تحلل الملوثات العضوية والتي تعد خطوة صعبة في بعض الاحيان.
4- صعوبة السيطرة على المركبات العضوية المتطايرة إذا تمت العملية خارج الموقع.
5- بعض عمليات المعالجة قد تحتاج وقت طويل لانهاء العملية.
6- وجود مجموعة من الملوثات التي يمكن علاجها على نحو فعال تقتصر على المركبات القابلة للتحلل فقط 
7- تقييم الأداء لعملية المعالجة الحيوية صعبة بسبب عدم وجود مستوى محدد من مستوى «النظافة» أو «الخلو من الملوثات»، وبالتالي معايير الأداء هي غير مؤكدة.

## ضبط عملية المعالجة الحيوية
ويمكن التحكم في عملية المعالجة الحيوية بصورةٍ غير مباشرةٍ من خلال قياس  احتمالية اختزال التأكسد  أو تفاعلات الأكسدة- الاختزال في التربة أو المياه الجوفية، جميعاُ مع معامل الآس الهيدروجيني (pH)، درجة الحرارة، محتوى الاكسجين، تركيزات واهب / مستقبل الإلكترون، وكذلك تركيز المنتجات المتحللة (مثل ثاني أكسيد الكربون). ويوضح هذا الجدول معدل التحلل الحيوي (المتناقص) كوظيفةٍ لاحتمالية التأكسد.
| العملية                                          | التفاعل                          | احتمالية التأكسد (Eh in فولت) |
| ------------------------------------------------ | -------------------------------- | ----------------------------- |
| هوائية التنفس (بالإنجليزية: Aerobic organism):   | O2 + 4e− + 4H+ → 2H2O            | 600 ~ 400                     |
| لاهوائية (بالإنجليزية: Hypoxia (environmental)): |                                  |                               |
| نزع النتروجين (بالإنجليزية: denitrification)     | 2NO3− + 10e− + 12H+ → N2 + 6H2O  | 500 ~ 200                     |
| اختزال المنغنيز IV                               | MnO2 + 2e− + 4H+ → Mn2+ + 2H2O   | 400 ~ 200                     |
| اختزال الحديد III                                | Fe(OH)3 + e− + 3H+ → Fe2+ + 3H2O | 300 ~ 100                     |
| اختزال الكبريتات                                 | SO42− + 8e− +10 H+ → H2S + 4H2O  | 0 ~ −150                      |
| التخمر                                           | 2CH2O → CO2 + CH4                | −150 ~ −220                   |

ولا يوفر هذا الجدول، سواءً أكان مفرداً أو في موقعٍ فرديٍ آخرٍ، سوى كمٍ ضئيلٍ من المعلومات حول عملية المعالجة.
1. من الضروري استيعان نقاطٍ كافيةٍ (جمع عيناتٍ)عن وحول موقع التلوث، وذلك بهدف التمكن من القدرة على تقرير وتحديد خطوط كنتور احتمالية التأكسد المتعادلة. وغالباً ما تتم عملية تحديد خطوط الكنتور بواسطة استخدام برمجيات الحاسوب المخصصة لذلك الغرض، والتي منها على سبيل المثال تفسير Kriging.

1. حيث لو أظهرت جميع مقاييس احتمالية التأكسد أن مستقبلات الإلكترون تم استخدامها، فهذا يعني أنها بالفعل تُعَدُ مؤشراً على إجمالي النشاط البكتيري. هذا ويُعَدُ التحليل الكيميائي مطلوباً كذلك لتحديد الوقت الذي تم فيه اختزال مستويات الملوثات ومنتجاتها المتحللة إلى ما دون الحدود المشرَّعة.

## وصلات خارجية
- موقع إلكتروني حول تركيز التقنية على عملية المعالجة الحيوية للمذيبات المكلورة تحت اسضافة برنامج الإبداع التكنولوجي التابع لوكالة حماية البيئة الأمريكية نسخة محفوظة 9 فبراير 2009 على موقع واي باك مشين.
- موقع إلكتروني عن المعالجة النباتية تحت استضافة حديقة نباتات ميسوري